# 열량계

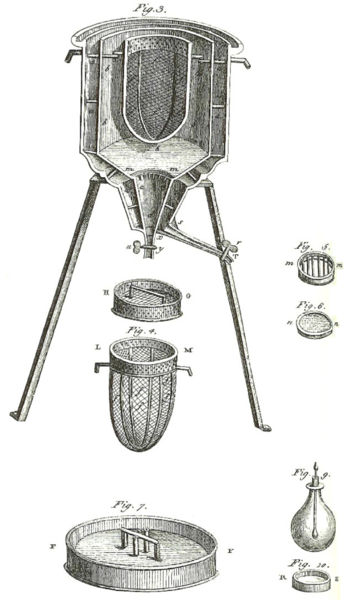
세계 최초의 얼음 열량계

열량계(Calorimeter)는 열량 측정 또는 화학 반응의 열이나 물리적 변화 및 열용량을 측정하는 과정에 사용되는 물체이다. 시차 주사 열량계, 등온 마이크로 열량계, 적정 열량계 및 가속 속도 열량계가 가장 일반적인 유형에 속한다. 간단한 열량계는 연소실 위에 매달린 물로 가득 찬 금속 용기에 부착된 온도계로 구성된다. 열역학, 화학 및 생화학 연구에 사용되는 측정 장치 중 하나이다.
두 물질 A와 B 사이의 반응에서 물질 A의 몰당 엔탈피 변화를 찾기 위해 물질을 열량계에 별도로 추가하고 초기 온도와 최종 온도(반응 시작 전과 종료 후)를 기록한다. 온도 변화에 물질의 질량 및 비열용량을 곱하면 반응 중에 발산되거나 흡수되는 에너지 값을 얻을 수 있다. 존재하는 A의 몰 수로 에너지 변화를 나누면 반응의 엔탈피 변화를 얻을 수 있다.
{\displaystyle q=C_{\text{v}}(T_{f}-T_{i})}
여기서 q는 줄 단위로 측정된 온도 변화에 따른 열량이고 Cv는 온도당 에너지 단위(줄/켈빈)로 각 개별 장치와 관련된 값인 열량계의 열용량이다.

## 같이 보기
- 엔탈피
- 열
- 칼로리
- 연소열